# Buchnera lippioides
Buchnera lippioides är en snyltrotsväxtart som beskrevs av Wilhelm Vatke och A. Engler. Buchnera lippioides ingår i släktet Buchnera och familjen snyltrotsväxter. Inga underarter finns listade i Catalogue of Life.